# Nasa asplundii
Nasa asplundii är en brännreveväxtart som beskrevs av Weigend. Nasa asplundii ingår i släktet färgkronor, och familjen brännreveväxter. Inga underarter finns listade i Catalogue of Life.